# Jacky Rosen

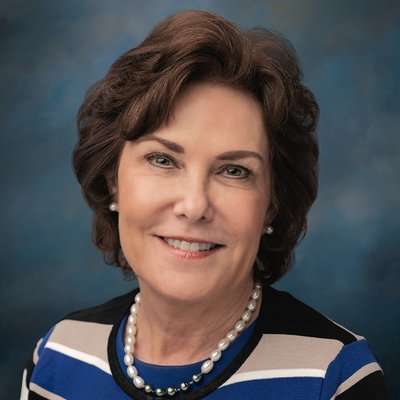
Jacky Rosen (2019)

Jacklyn Sheryl „Jacky“ Rosen (* 2. August 1957 in Chicago, Illinois) ist eine US-amerikanische Politikerin der Demokratischen Partei. Seit dem 3. Januar 2019 vertritt sie Nevada als Nachfolgerin Dean Hellers im Senat der Vereinigten Staaten. Zuvor hatte sie von 2017 bis 2019 für den 3. Kongresswahlbezirk Nevadas im US-Repräsentantenhaus gesessen.

## Familie, Ausbildung und Beruf
Jacky Rosen studierte an der University of Minnesota. Später arbeitete sie für verschiedene Firmen der Computer- und Softwarebranche als Programmiererin und Designerin.
Rosen ist verheiratet und hat eine Tochter. Sie lebt in Henderson im Clark County. Dort ist sie auch in ihrer jüdischen Gemeinde aktiv; unter anderem war sie Vorsitzende der Reformgemeinde Ner Tamid.

## Politische Laufbahn
Bei der Wahl im November 2016 wurde Rosen im 3. Kongresswahlbezirk Nevadas gegen den republikanischen Kandidaten Danny Tarkanian ins US-Repräsentantenhaus in Washington, D.C. gewählt. Dort trat sie am 3. Januar 2017 die Nachfolge des Republikaners Joe Heck an, der sich erfolglos um einen Sitz im US-Senat beworben hatte.
Im Juni 2017 wurde bekannt, dass Rosen bei der Wahl zum Senat der Vereinigten Staaten 2018 in Nevada gegen den republikanischen Mandatsinhaber Dean Heller antreten will. Dieses Mandat galt als eine der wenigen aussichtsreichen Möglichkeiten der Demokraten, bei der für sie ungünstig strukturierten Senatswahl einen Sitz zu gewinnen. Am Wahltag siegte sie mit 50,4 zu 45,4 Prozent der Stimmen über Heller, der seine Niederlage unmittelbar einräumte.
Sie trat ihr sechsjähriges Mandat am 3. Januar 2019 an.

## Belege
1. ↑  Dan Merica, Eric Bradner, Jasmine Lee: Rep. Jacky Rosen to challenge Sen. Dean Heller in Nevada. In: CNN.com, 20. Juni 2017.
2. ↑  Nevada Senate Election Results: Dean Heller vs. Jacky Rosen. In: The New York Times, 7. November 2018.

| Personendaten    | Personendaten                                            |
| ---------------- | -------------------------------------------------------- |
| NAME             | Rosen, Jacky                                             |
| ALTERNATIVNAMEN  | Rosen, Jacklyn                                           |
| KURZBESCHREIBUNG | US-amerikanische Politikerin der Republikanischen Partei |
| GEBURTSDATUM     | 2. August 1957                                           |
| GEBURTSORT       | Chicago, Illinois                                        |